# Carlos De Baeck
Pour les articles homonymes, voir De Baeck.
Carlos Gustaaf Aloïs Delphina De Baeck, né le 28 janvier 1906 à Mont-Saint-Amand et décédé le 14 septembre 1993 à Brasschaat. Obtint en 1929 le diplôme de Docteur en droit à l'Université de Gand et s'inscrivit au Barreau d'Anvers. Membre du Conseil de l'ordre au Barreau d'Anvers. Avocat à la Cour de Cassation par A.R. 28 juin 1973. Bâtonnier de l'Ordre des Avocats à la Cour de Cassation, 1979-1980. Avocat honoraire à la Cour de Cassation, le 31 décembre 1981 (A.R. 24 novembre 1981).
Il fut élu sénateur de l'arrondissement d'Anvers pour le CVP (1954-1968) et sénateur coopté pour le PVV (libéraux)de 1968 à 1971.

## Sources
- Bio sur ODIS